# 老人政治
老人政治（英語：Gerontocracy），政治學術語，是指一個國家或商業團體、或是組織的領導成員，平均年齡比起大多數的成年人民還要更老，但也可以被描述為領導層偏守成、保守的作風等的形容詞。
老化的情況可隨著階級、思想的不同而隨之嚴重，使得一個國家或政治、工商團體的領導權都掌握在老人手中。老人政治可被視作為一種穩定的政治，但大多數老人對國家大事採取拖延、保守派等政策，而不會按情況隨機應變。老人政治更扼殺了年輕的政治力量，令國家或政治團體內部政治生態不平衡及越趨保守，使得國家難以面對困境，乃至統治權交接時期的不穩定和後繼無人，也會導致老人統治的現象持續，例如為了進入中國大陸執政黨的權力核心，一个干部需要相當長的參政时间和丰富的经验。
有時候會被視為國家由盛轉衰的徵象。
不過，年齡也並非絕對，也有些政府官員雖老，政策面卻相當「年輕」。
除非特别指明，本條目中老人政治的定義是65歲或以上的執政者。

## 分析
截至2023年8月，国家领导人的年龄从30多岁到90岁不等，其中最年长的领导人是喀麦隆的保罗·比亚；现任国家领导人的平均年龄为62岁；自由度较低的国家往往有年长的领导人；女性领导者往往比男性领导者年轻；在大多数国家，领导人的年龄明显大于人口中位成员的年龄。

## 典型範例

### 古希臘
柏拉圖在《理想國》中主張：「老人應該統治，青年應該服從。」

### 社會主義國家
在社會主義國家中老人政治是很常見的現象，有部分的領袖，如總書記與國家元首、政府首腦是終身任職，如蘇聯的列寧與史達林及勃列日涅夫 、朝鲜的金日成與金正日父子、越南的胡志明與黎筍和長征、古巴的菲德爾·卡斯楚與勞爾·卡斯楚兄弟和中國的毛澤東等。
中國後來雖然開始改革，但鄧小平和江澤民也分别执政到85岁和78岁才退休。除此之外，阿爾巴尼亞的霍查、捷克斯洛伐克的胡薩克、東德的何內克、匈牙利的卡達爾·亞諾什、寮國的諾哈·馮沙萬、羅馬尼亞的齊奧塞斯庫、南斯拉夫的狄托、蘇聯加盟共和國格魯吉亞的瓦西里·帕夫洛維奇·姆扎瓦納澤、蘇聯加盟共和國立陶宛的安塔纳斯·尤奥佐维奇·斯涅奇库斯同樣為社會主義國家老人政治的代表例子。而社會主義國家的執政黨中央政治局組織中，政治局成員的年齡與黨齡通常都很高，例如在1980年，苏联领导层平均年龄为69岁。

#### 中华人民共和国

##### 鄧小平時代
以中國共產黨領導階層為例，1980年代末70歲的胡耀邦與趙紫陽、60歲李鵬等人雖然分別身兼中共中央總書記 、國務院總理這類代表最高權威職務，這看似由年輕人領導國家，但實際上中共八大元老等超過80歲的老人仍在中共政壇发挥巨大影響力，他們人脈和政治資源較豐富，並握有最終實權，黨內地位遠在總書記和總理這些年輕人之上。
當時中共高層中，中共中央軍委主席這個控制中華人民共和國武裝力量的職務被超過80歲的鄧小平所把持，而另一個實權職位中顧委主任則由另一元老陳雲把持，二人均當時中國的第一和第二號領導人，形成所謂的雙峰政治，同時決策機構中共中央的政治局的7名常委有5名年齡超過75歲與黨齡較高的元老。
由於社會主義國家實施「黨指揮槍」的治軍綱領，各個社會主義國家的中央軍委成員中，有數名身兼中央級黨職的高階將領，並能參與全國人民代表大會、全國政協、最高蘇維埃等社會主義國家議事機構；而這些高階將領多半經歷著漫長的軍旅生涯，為中共建政立下汗馬功勞，因此獲得崇高的軍中地位和威望。如邓小平僅擔任中共中央軍委主席一職便成為中国第二代领导核心，凌駕總書記之上能夠在「六四事件」中越過人大常委會的情況下調動軍隊入京戒嚴和下令清埸，並罷免黨內名義上最高領導人總書記趙紫陽，這些實際也是由中共八大元老單獨決定，並沒通過黨內機制咨詢，反映元老的地位超然，比其他年輕幹部更有權勢。
即使鄧小平在1989年中共十三届五中全会后退休，由江泽民接任中央军委主席，但邓小平依旧在背後掌握大局，安排故交另一元老杨尚昆和杨白冰兄弟分别担任中央军委副主席和中央军委秘书长以牵制江泽民，這在鄧小平南巡期間有充分體驗，因此有人喊出「誰不改革，誰就下台」這話（暗示江澤民不遵重鄧小平改革開放的政策，鄧小平為首的軍方便會徹換江澤民領導地位），反映80年代末至90年代初是老人政治高峰，直到1992年杨家将事件和中共十四大取消了中央顾问委员会后包括陈云在内的元老全部退休江泽民才得以掌握军权，老人政治的影響力才逐漸減退。但是他们尤其鄧小平和陳雲依旧能对政局产生影响，此种情况一直持续到1997年邓小平去世才得以被终结。
據英國媒體了引述報導稱，在胡錦濤接任中共中央總書記和中華人民共和國主席後，已经退休的江澤民利用自己的中央军委主席及第三代集體領導核心的身份，在公開和不公開場合干預胡溫體制的政務，制約胡錦濤和國務院總理溫家寶的權限，導致一些人認為胡錦濤的「不作為、無作為」是由於江泽民的干政，此种情况在2012年习近平出任中共中央总书记并展开大规模反腐败工作并集中个人权力后才得以终结。

##### 習近平時代
另一方面，隨着習近平打破任期制長期執政，並建立個人集權體制，以其為核心的高層中共領導人的年歲增長，老人政治將再一次在中國出現。以習近平為例，2012年上任中共中央總書記時為59歲，到2028年是75歲，而其他領導人也同樣開始踏入高齡，例如趙樂際（67歲），王滬寧（69歲），韓正（70歲），劉金國（69歲），張軍（68歲）以及應勇（67歲）。
雖然中國現在已有退休制度，唯退休官員年齡依然高，例如前國家副主席王岐山於2023年以75歲高齡卸任退休，由此可見中華人民共和國及中共領導層的絕大多數成員都超過65歲，老人政治的情況在中國有重新出現的迹象。

### 伊朗
1979年伊朗什葉派教士霍梅尼發動了伊朗伊斯蘭革命後，推翻了親美國的巴勒維王朝，並建立了神權政治政權。伊朗的神權政治權力核心是由一群位高權重的資深什葉派教士所組成，並在教士集團中產生伊朗最高領袖，具有伊朗總統與其他政治領袖的任命權。

### 大韩民国
大韓民國建國後由李承晚無限制的蟬連總統之位，1960年85歲高齡的李承晚持續透過舞弊、暗殺對手的方式連任引發學生不滿，最後被推翻流亡海外，其後一些總統在超過65歲時才就任總統，如金大中（74歲）及李明博（67歲）。而韓國國務總理的就任年紀通常都很大，例如姜英勛（66歲），丁世均（69歲），玄勝鍾（73歲）等等。現時南韓國會議員目前的平均年齡為55.5歲，老人政治一直是韓國政界長期以來無法突破的局面，年輕候選人很難進入政界的核心。這也導致了許多年輕人對政治冷感，而放棄投票。

### 中华民国

#### 戒嚴時期
台灣戒嚴時期的蔣中正與蔣經國父子，他們的總統和國民黨領導人任期都直到去世為止，壽命分別為87歲和77歲，其中蔣介石單單擔任中華民國總統一職已達27年，若從大陸時期開始計算蔣介石則領導中華民國近50年，而前總統蔣經國（68歲）、嚴家淦（69歲）與李登輝（65歲）就任的時候也剛好及超過65歲高齡。另外台灣曾存在的國民大會中，從1947年《中華民國憲法》施行後來自中國各省選出的第一屆國民大會代表，隨國民政府遷台後四十餘年一直沒有改選，國代逐漸老邁與凋零；加上國代來自中國大陸各省，不諳台灣政治生態，故有「萬年國會」之譏，甚至被罵為「老賊」；1990年3月，台灣發生了野百合學運，迫使萬年國代退場並全面改選，連帶將時任行政院院長郝柏村拉下台，終結萬年國會。

### 美國

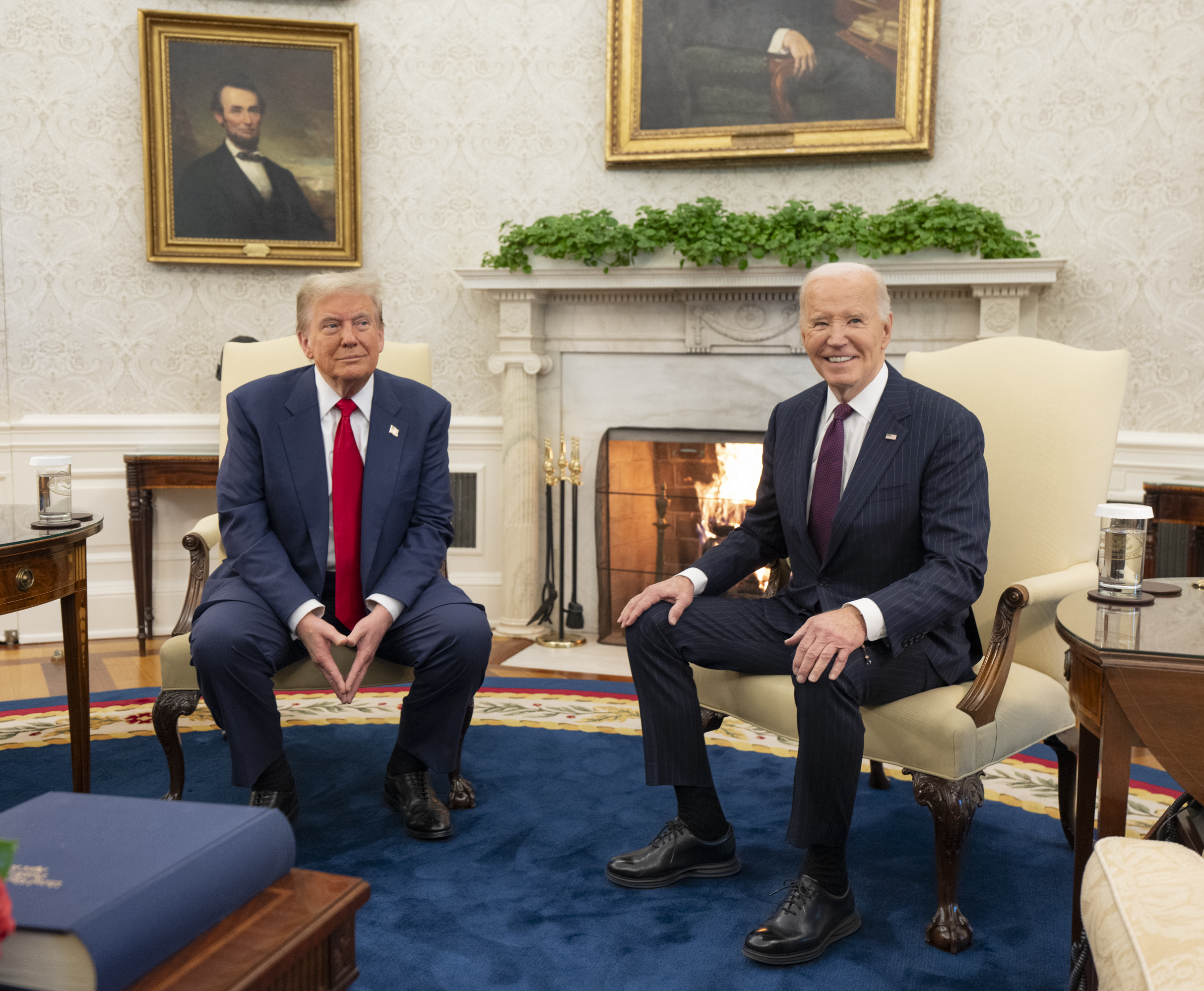
唐納德·特朗普與喬·拜登，兩位美國總統就任時創下當時的最高就任年齡紀錄

美國史上第一名高齡總統是第9任美國總統威廉·亨利·哈里森，他於1841年就任時已年屆68歲，此記錄保持一個多世紀後才被第40任美國總統朗奴·列根打破，他1981年年初就任時已經69歲，而近年來美國政治明顯高齡化，美國權力中樞的參議員，年近90者所在多有，其後的第45任美國總統唐納·川普就任時年屆70歲，創造了当时最年長就任總統的記錄。在大選中失利的希拉里·克林頓當時高達69歲；長期任美國眾議院議長南希·佩洛西雖然已於2023年初卸任，但她卸任時已經82歲；現任國防部長劳埃德·奥斯汀1953年8月8日出生，現年71歲。此外，最高法院的大法官，除非退休或辭職，否則任期一律都是終身制，例如最近一位任上去世的大法官露絲·金斯伯格，在2020年9月以87歲高齡去世，而去世之前她依然擔任法官。
2020年，參選第46任總統的民主黨候選人喬·拜登已經77歲，在同年4月8日另一民主黨參選人79歲的伯尼·桑德斯宣佈退選后，拜登成為最老美國總統候選人記錄保持者。2021年1月20日，時年78歲2個月的拜登宣誓就任第46任美國總統，打破前美國總統唐納德·特朗普70歲7個月零6天就任的最高齡記錄。2025年1月20日，時年78歲7個月零6天的特朗普宣誓就任第47任美國總統，超越拜登成為美國歷任總統中就任年紀最高齡者，同時也躋身世界最年長的25位領導人之列。
美国曾任参议院共和党领袖的米奇·麦康奈尔于2025年1月3日卸任时已年届82岁，参议院的平均年龄也于2023年超过了64岁。